# Réserve (vin)
Pour les articles homonymes, voir Réserve.

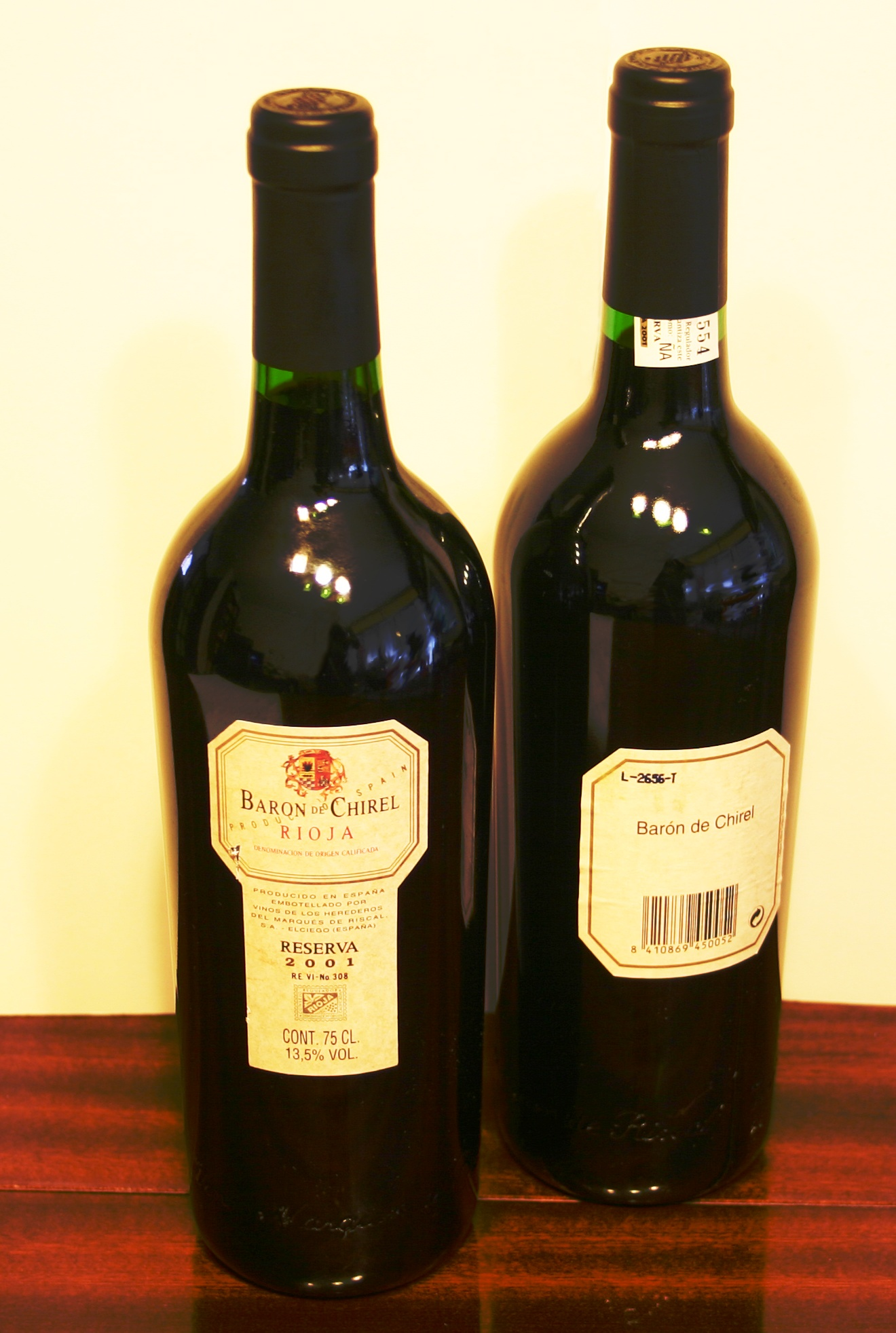
Vin de la Rioja en Espagne portant la mention « Reserva ».

Le terme « réserve » est une mention assez vague, non-réglementée en France, désignant souvent une cuvée de qualité supérieure au sein d'une gamme de vins. Cette désignation peut aussi vouloir distinguer une cuvée spéciale destinée à la garde. Dans d'autres pays, comme par exemple l'Espagne (Reserva et Gran Reserva) ou l'Italie (Riserva), la réglementation fixe une durée d'élevage minimale pour les vins portant cette mention.
Dans le cas des champagnes, les vins de réserve, ou réserves de vin, font référence à des vins de millésimes antérieurs ajoutés à la cuvée afin d'assurer une qualité et un style constants.

## Mentions non-réglementées

### France
Le terme n'a en France que la valeur que lui accorde le producteur. Il désignera ainsi une cuvée réputée avoir été élevée plus longuement et avec plus de soin que les autres. Mais les mentions Réserve, Réserve spéciale, Grande Réserve, Cuvée Réserve ou Cuvée réservée n'ont aucune signification œnologique et ne garantissent en rien la qualité du vin.
Ces mentions, figurant sur l'étiquette, peuvent parfois être fantaisistes et n'apportent aucune garantie légale de qualité.
Dans un restaurant, la fameuse Réserve du patron désigne en général un vin sans appellation bon marché mais prétendument correct.

### États-Unis et pays anglo-saxons
Aux États-Unis, il n'existe pas de définition légale du terme « Reserve ». Ce terme était utilisé à l'origine pour désigner des lots de vin plus qualitatifs et réservés pour une mise en bouteille particulière et souvent plus tardive, mais aujourd'hui il reste largement indéfini, malheureusement souvent abusé et utilisé comme un outil de marketing. Les vins portant les mentions telles que Proprietor's Reserve, Grand Reserve, Special Reserve, Vintage Reserve, Vintner's Reserve, ou Reserve Selection n'ont pas plus de signification et peuvent même parfois désigner l'entrée de gamme d'un producteur.
Dans d'autres pays anglo-saxons, comme l'Australie, l'Afrique du Sud, la Nouvelle-Zélande ou le Canada, la mention et ses variantes ne sont pas non plus assujetties à une réglementation particulière et ne garantissent donc pas la qualité des vins qui la portent.

## Mentions légales

### Espagne
Les termes Reserva et Gran Reserva sont autorisés pour les vins espagnols. Selon la législation, un vin rouge Reserva doit vieillir au moins trois ans avant d'être mis en vente, dont un an en fût. Les vins blancs et les rosés Reserva ont une durée minimum de vieillissement de 2 ans, dont 6 mois en fût. Pour un vin Gran Reserva, l'exigence de vieillissement est encore plus importante, avec un minimum de 5 ans, dont au moins 2 en fûts de chêne, avant la mise en vente.
Les exigences peuvent varier selon les régions et pour le Rioja, par exemple, la Reserva doit avoir vieilli trois ans en fûts de chêne.
Le vigneron est supposé n'utiliser que les meilleures récoltes pour la Reserva et la Gran Reserva, mais aucune règle obligatoire n'est imposée en ce sens.

### Portugal
Au Portugal, les termes suivants sont autorisés sous certaines conditions :
- Reserva (ou Reserva Especial) indique que le vin a un niveau d'alcool d'au moins 0,5 % supérieur au minimum régional requis et qu'il est millésimé ;
- Grande Reserva signifie que le vin doit également être millésimé et doit titrer au moins 1 % de plus que le minimum requis par l'appellation ;
- Velha Reserva ne peut être mentionnée que sur les vins millésimés ayant vieilli au moins 3 ans pour les rouges et 2 ans pour les blancs et dont le taux d'alcool dépasse d'au moins 1 % le minimum requis par l'appellation.

Des règles particulières s'appliquent pour ce qui concerne les vins de Porto et ceux de Madère.

#### Vins de Porto
De style Ruby, Tawny ou Blanc, un Porto dit Reserva, ou Reserve, est un assemblage de plusieurs vins, de différentes années ayant vieilli en fut afin d'obtenir un produit plus complexe et plus élaboré que la version standard. Pour un Reserva Tawny (Tawny Reserve) ou un Reserva Branco (White Reserve), la réglementation portugaise impose un élevage d'au moins 7 ans en fut tandis que rien n'est imposé pour le Reserva Ruby (Ruby Reserve) mais la pratique des producteurs veut que l'élevage pour ces vins dure de 2 jusqu'à 5 ans environ.

#### Madère
On rencontre pour les vins de Madère plusieurs mentions permettant de distinguer les différentes durées de vieillissement :
- Reserva ou Reserve : un vin âgé de 5 ans minimum et jusqu'à 10 ans est autorisé à utiliser cette mention. Tous les cépages autorisés peuvent être utilisés et leur nom peut être mentionné sur l'étiquette. Il s'agit du minimum de vieillissement qu'un vin étiqueté avec l'un des cépages nobles est autorisé à porter. Les deux méthodes de production (canteiro et estufagem) peuvent être utilisées.
- Reserva Especial, Special Reserve, Speciale Reserva, Reserva Velha ou Old Reserve : les vins de 10 ans à 15 ans maximum peuvent utiliser cette mention. Les vins de cette catégorie sont souvent constitués d'un seul cépage noble et sont souvent vieillis naturellement, sans aucune source de chaleur artificielle (méthode canteiro). Le cépage est généralement mentionné sur l'étiquette mais lorsqu'il n'y figure pas, cela signifie que le vin est produit à partir de la tinta negra.
- Extra Reserva, Extra Reserve ou Reserva Extra : les vins de 15 ans à moins de 20 ans peuvent utiliser cette mention. Les mêmes règles que pour une Reserva Especial s'appliquent. Ce style est rarement produit, les producteurs préférant en général prolonger le vieillissement à 20 ans pour élaborer une cuvée millésimée en colheita ou frasqueira.

### Italie
En Italie, les producteurs utilisent le terme Riserva pour désigner leurs meilleurs vins. On le rencontre le plus souvent avec les vins de Toscane (Chianti, Chianti Classico, Brunello di Montalcino et Vino Nobile di Montepulciano) et du Piémont (Barolo et Barbaresco). La loi italienne exige que ces vins soient vieillis pendant une période minimale plus longue que les vins ne portant pas la mention.
Les règles varient selon les appellations (DOC et DOCG) et les quelques exemples suivants démontrent leur diversité :
- Le Chianti Riserva et le Chianti Classico Riserva doivent être âgés de 2 ans au moins avant leur commercialisation, dont 3 mois au moins en bouteille et leur teneur en alcool totale doit être au moins de 12,5 %. La période de vieillissement est calculée à partir du 1er janvier suivant l'année de la récolte des raisins.
- Le Brunello di Montalcino Riserva doit être âgé d'au moins 6 ans (un de plus que le Brunello non-riserva), dont au moins 2 ans en fûts ou en tonneaux et 6 mois au moins en bouteille.
- Le Vino Nobile di Montepulciano Riserva doit avoir avant d'être vendu au moins 3 ans (un de plus que les non-riserva), dont 6 mois au moins en bouteille. Il doit également titré au minimum 12,5 % d'alcool.
- Le Barolo Riserva doit avoir au moins 5 ans de vieillissement avant la mise sur le marché (un an de plus que les Barolo non-riserva) dont au moins 18 mois en fûts de chêne ou de châtaignier.
- Le Barbaresco Riserva doit avoir avant sa mise en vente au moins 50 mois de vieillissement (deux ans de plus que les Barbaresco non-riserva), à compter du 1er novembre de l'année de récolte des raisins, dont au moins 9 mois dans des conteneurs en bois.

### Autriche
Dans le système autrichien Districtus Austriae Controllatus (DAC), les producteurs de vin peuvent utiliser le terme Réserve dans la plupart des DAC pour des vins répondant à des exigences légèrement plus strictes. Le terme « Réserve » ne peut être utilisé que pour le Qualitätswein (vin de qualité) ayant une teneur en alcool minimum de 13 % vol.

### Allemagne
En Allemagne, le vin peut être vendu en tant que Cabinet ou Kabinettwein dans la mesure où il est élaboré à partir de moût contenant entre 67 et 82° Oe de sucre. En Moselle, il suffit de 70° Oe pour les riesling et de 73° Oe dans le Rheingau. Le taux d'alcool doit être d'au moins 7 %.
Avant la loi vitivinicole allemande de 1971, la mention kabinett, ou Kabinettwein, désignait un vin de réserve. En 1971, le terme similaire, Kabinett, a été introduit comme étant le niveau le plus bas de la catégorie Prädikatswein, et ayant donc une signification radicalement différente de la précédente. Par conséquent, dans la classification actuelle des vins allemands, il n'existe pas de terme défini légalement correspondant à un vin de réserve.

### Bulgarie
En Bulgarie, il existe dans la réglementation deux grandes catégories de qualité pour les vins:
- Reserve, pour ceux ayant subi une année minimum de vieillissement (en barrique ou autres contenants) ;
- Special Reserve, pour ceux ayant vieilli 18 mois minimum dont 6 mois au moins en barrique.

### Grèce
Depuis 2005, la réglementation grecque permet d'utiliser:
- le terme « Réserve » pour désigner un vin élevé au minimum 2 ans dont six mois en fût de chêne pour les blancs, et 3 ans dont un an en fût de chêne pour les rouges ;
- la mention « Grande Réserve » pour signifier que le vin a au moins 3 ans de vieillissement dont 1 an en fût de chêne pour les blancs, et 4 ans dont 18 mois en fûts de chêne pour les rouges.

### Suisse
En Suisse, le terme « Réserve » peut être utilisé selon la législation cantonale pour les vins d'appellation d'origine contrôlée mis dans le commerce après une période de maturation d'au moins 18 mois pour les vins rouges et 12 mois pour les vins blancs à partir du 1er octobre de l'année de récolte.

### Argentine
En Argentine, un vin rouge n'a besoin que d'une année de vieillissement pour être désigné comme Reserva et de 6 mois de vieillissement pour un vin blanc. Les vins rouges Gran Reserva nécessitent 2 ans de vieillissement, tandis que pour les blancs une année suffit. Les vins peuvent porter les mentions Reserva et Gran Reserva si leur rendement ne dépasse pas les 100 litres de vin produits pour 300 livres de raisins mis en œuvre.

### Chili
Les mentions Reserva ou Reserva Especial au Chili indiquent que le vin contient au moins 12 % d'alcool et Reserva Privada et Gran Reserva portent cette exigence à 12,5 %. De plus, Reserva Especial et Gran Reserva peuvent être utilisées si du chêne a été utilisé lors du processus de maturation.

## Vins de réserve en Champagne
Les vins de réserve en Champagne sont des vins conservés par les négociants ou les producteurs afin de les faire intervenir dans des assemblages ultérieurs. Cette particularité et ses modalités de fonctionnement sont régis par l'arrêté du 25 juillet 2007 paru au Journal Officiel (JO) du 9 août 2007.
Chaque année les vignerons de champagne conservent une partie de la récolte en vins de réserve stockés en cuve inox, béton ou en fût. Le champagne n'étant pas obligatoirement millésimé, cette réserve permet initialement de jouer un rôle tampon suivant les variations de vendanges, elle est incorporée au nouveau vin de champagne dans différentes proportions et permet de produire un Brut Sans Année (BSA). Cette méthode permet de produire un champagne d'une qualité constante chaque année.
Si le champagne est millésimé, le vin de réserve ne peut évidemment pas être assemblé au millésime.
Ce procédé date de 1938, à cette époque le vin de réserve permettait de combler le déficit d'une mauvaise vendange.
Aussi chaque année le Comité de champagne fixe un rendement, si un exploitant ne peut l'atteindre il doit sortir des vins de sa réserve pour y parvenir. Le vigneron a possibilité de stocker 8 000 kg de raisins par hectare,.

## Solera ou réserve perpétuelle
La « Solera », appelée aussi réserve perpétuelle, est un système de vieillissement et d'assemblage de vins ou de spiritueux originaire d'Espagne.